# Sirichai Phumpat
Sirichai Phumpat (thailändisch ศิริชัย ภูมิพัฒน์; * 3. August 1994) ist ein thailändischer Fußballspieler.

## Karriere
Sirichai Phumpat spielte bis Mitte 2016 beim damaligen Erstligisten Navy FC in Sattahip. Im Juli 2016 wechselte er nach Trat und schloss sich dem Trat FC an. Der Club spielte in der dritten Liga, der Regional League Division 2, in der Eastern Region. 2016 wurde er mit dem Club Meister der Region und stieg somit in die zweite Liga auf. 2018 unterschrieb er einen Vertrag bei seinem ehemaligen Club Navy FC. Am Ende der Saison musste er mit dem Club den Weg in die Zweitklassigkeit antreten. Am Ende der Saison 2021/22 musste er mit der Navy als Tabellenletzter in die dritte Liga absteigen. Nach insgesamt 105 Ligaspielen wurde sein Vertrag im Sommer 2024 nicht verlängert.

## Erfolge
Trat FC
- Regional League Division 2 – Eastern Region: 2016  ▲

Meister 2016  ▲